# Șestîpillea, Solone
Șestîpillea (în ucraineană Шестипілля) este un sat în comuna Șîroke din raionul Solone, regiunea Dnipropetrovsk, Ucraina.

## Demografie
Componența lingvistică a localității Șestîpillea
     Ucraineană (90,85%)
     Rusă (6,71%)
     Alte limbi (1,22%)
Conform recensământului din 2001, majoritatea populației localității Șestîpillea era vorbitoare de ucraineană (90,85%), existând în minoritate și vorbitori de rusă (6,71%).